# L'erba proibita
L'erba proibita è un film del 2002 diretto da Daniele Mazzocca e Cristiano Bortone ed è uno dei film dedicato alla canapa e al medico antiproibizionista Giancarlo Arnao.

## Trama
Il film propone tutte le fasi storiche (legali e produttive) che hanno riguardato la canapa, in tutte le sue forme, come prodotto per la produzione di corde e vari altri componenti che attualmente sono prodotti con fibre sintetiche. Viene anche messa in comparazione la canapa come sostanze stupefacente e messa in relazione sia a altre sostanze stupefacenti e prodotti che attualmente non vengono considerati droghe, come l'alcool e il fumo di sigaretta.
Il film racconta anche come altri prodotti in passato siano stati sottoposti a provvedimenti proibizionisti, che alla fine, però, sono stati aboliti; si parla inoltre della cattiva informazione intorno alla canapa ai suoi effetti e alla storia produttiva e lavorativa in Italia prima che questa venne proibita. Viene anche mostrato come attualmente viene combattuta la sua detenzione e sulle lotte politiche effettuate su tale sostanza, inoltre come questa sostanza viene smaltita e la difficoltà giuridica sulla stessa, l'iter giuridico e i provvedimenti sull'uso e produzione sulla stessa.